# Královské Poříčí
Královské Poříčí är en ort i Tjeckien.   Den ligger i distriktet Okres Sokolov och regionen Karlovy Vary, i den västra delen av landet, 120 km väster om huvudstaden Prag. Královské Poříčí ligger 406 meter över havet och antalet invånare är 728.
Terrängen runt Královské Poříčí är varierad. Královské Poříčí ligger nere i en dal. Runt Královské Poříčí är det ganska tätbefolkat, med 149 invånare per kvadratkilometer. Närmaste större samhälle är Sokolov, 3,2 km väster om Královské Poříčí. I omgivningarna runt Královské Poříčí växer i huvudsak blandskog.